# Като, Сидзуэ
Като Сидзуэ (яп. 加藤 シヅエ, Katō Shidzue, 2 марта 1897 — декабрь 2001), также известная как Исимото Сидзуэ — японская феминистка XX века и одна из первых женщин, избранных в парламент Японии, первопроходец в движении за регулирование рождаемости.

## Ранние годы
Като Сидзуэ родилась 2 марта 1897 года в Японии в богатой семье бывших самураев. Её отец, Ритаро Хирота, был успешным инженером, получившим образование в Токийском Императорском университете. Мать, Тосико Цурими, была родом из знатной и образованной семьи. Хирота часто путешествовал на Запад из-за работы, так что Като и её семья были знакомы с западным миром. В возрасте 17 лет Като вышла замуж за барона Исимото Кейкити (яп. 石本恵吉), христианского гуманиста, который был заинтересован в социальных реформах. Он был сыном Синроку Исимото.

## Переезд в Соединенные Штаты
Вскоре после свадьбы Като (тогда Исимото) и её муж переехали на угольное месторождение Миике в Кюсю. В течение трёх лет они были свидетелями ужасных условий труда. У Като и её мужа возникли проблемы со здоровьем, что побудило пару переехать в Соединённые Штаты Америки в 1919 году. В Соединённых Штатах барон Исимото начал отходить от христианского гуманизма к более радикальной коммунистической позиции. Като стала жить более независимой жизнью, когда её муж уехал в Вашингтон, чтобы выступить в качестве консультанта и переводчика для японской делегации на конференции Международной организации труда. В течение этого времени Като стала жить в многоквартирной квартире и записалась на секретарские курсы и курсы английского языка. Именно в это время она завязала общение с социалистическими знакомыми своего мужа, что в итоге привело её к встрече с Маргарет Сэнгер. Именно эта встреча с Сэнгер вдохновила Като на решение создать движение за регулирование рождаемости в Японии.

## Возвращение в Японию и активизм
По возвращении в Японию в 1921 году, Като продолжала стремиться к экономической независимости и начала борьбу по пропаганде контроля над рождаемостью. Она получила работу в качестве секретаря YWCA, которая в основном состояла в ознакомлении иностранцев с японской культурой и людьми. Она также открыла магазин пряжи под названием Minerva Yarn Store, где продавала импортные шерстяные изделия.
За это время Като опубликовала много работ в поддержку доступа женщин к противозачаточным средствам. Она утверждала, что проблема растущего населения Японии может быть решена женщинами. А предоставление женщинам контроля над собственным деторождением позволит им добиться большей независимости, а также позволит занимать ведущую роль в обществе. Также контроль над рождаемостью поможет японцам лучше воспитывать детей. Она считала, что, имея меньше детей, женщины могли бы предоставлять лучше образование для тех немногих детей.
Примерно в это же время Като встретила Като Кандзю, который впоследствии станет её вторым мужем. Они встретились в 1923 году, когда Като Кандзю организовал для неё встречу с шахтёрами на медном руднике в Асио. Позже она развелась со своим первым мужем, бароном Исимото, и вышла замуж за Като в 1944 году.
Сидзуэ Като также поддерживала евгенику, считая, что дети, рождённые от двух здоровых родителей, будут лучше, чем дети, рождённые от больных или слабых родителей.
Правое консервативное японское правительство арестовало Като в 1937 году за пропаганду «опасных мыслей», в частности за пропаганду контроля над рождаемостью и прав на аборт. Она провела две недели в тюрьме. Что остановило движение по контролю над рождаемостью в Японии до окончания Второй мировой войны.

## Парламент Японии (1946—1974)
Като была первой женщиной, которая выдвинула свою кандидатуру на должность в парламент Японии, проводя кампанию под социалистической платформой с упором на демократию в американском стиле. В 1946 году Като Сидзуэ была избрана в Японский парламент. Её кампания была основана на планировании семьи и улучшении экономических перспектив женщин. В 1946 году она написала о связи между движением контроля над рождаемостью и японской демократией: 
 Рожать многих и позволить многим умереть — повторение такого неразумного образа жизни для японских женщин приведет к истощению материнского тела, а также к психическим расстройствам и материальным потерям для семьи. … Без освобождения и улучшения положения женщин невозможно построить демократию в Японии. 
 Хотя Като изначально надеялась на рост политической роли женщин, вскоре она была отстранена от участия в парламенте, по большей части состоящего из мужчин. Несмотря на это, она искала другие пути для достижения своих политических целей. В 1946 году она сыграла важную роль в организации первого женского митинга в Токио.
Позднее Като четырежды избиралась от Социалистической партии Японии на шестилетний срок в верхней палате. Она продолжала выступать за реформы, затрагивающие права женщин и планирование семьи. За это время Като отстаивала многие законопроекты, в том числе законопроект о контроле над рождаемостью, отмену  семейного кодекса, создание Комитета по делам женщин и несовершеннолетних девушек при министерстве Труда, и по вопросам окружающей среды. Ей также помогли создать Центр планирования семьи Японии, которая создана, чтобы достичь «общество, в котором каждый гражданин может иметь доступ к услугам по охране репродуктивного здоровья».

## Награды
Даже после ухода Като из политики она продолжала политическую деятельность. Она продолжала читать лекции по феминистским вопросам, а также продолжала возглавлять Центр планирования семьи Японии.
В 1988 году Като получила Премию Организации Объединённых Наций в области народонаселения.
В 1996 году доктор Аттия Инаятулла учредила Премию Сидзуэ Като, чтобы ознаменовать её достижения. Премия «предназначена для женских групп, женских организаций и/или отдельных женщин, которые активно участвуют в движениях за улучшение сексуального и репродуктивного здоровья/прав женщин, а также расширение прав и возможностей женщин (то есть социальное, экономическое, политическое и юридическое расширение прав и возможностей) в развивающихся странах и/или в Японии».

## Смерть и Наследие
Сидзуэ Като умерла 22 декабря 2001 года в возрасте 104 лет. В некрологе на веб-сайте Международной федерации планируемого родительства автор отметила, что её усилия "продолжают приносить плоды для японского общества, снижая число абортов, младенческую смертность и показатели материнской смертности, одновременно увеличивая использование противозачаточных средств до 80 процентов. Модель планирования семьи в Японии была настолько успешной, что привлекла внимание других стран в качестве рабочей модели ".

## Работы
- Столкновение с двумя путями: история моей жизни , опубликовано Фаррар и Райнхард (Нью-Йорк, Нью-Йорк), 1935. Отредактированная версия для детей под названием « Восточный путь, Западный путь: современная японская девственность», иллюстрированная Фудзи Накамидзо, была опубликована Фарраром и Райнхардом (Нью-Йорк, Нью-Йорк) в 1936 году.
- Прямая дорога, 1956.
- Katō Shizue Hyakusai, c. 1997.[5]

## Для дальнейшего ознакомления
- Japan: Sanger’s Run-In with the Ambassador. The Sanger Papers. New York University (30 апреля 2012).
- Hopper, Helen M. Shidzue Ishimoto and Margaret Sanger in Japan, August, 1937 (англ.) : journal. — 1989. — Vol. 1, no. 1. — P. 34—50.
- Katō Shidzue. Japan: Places, Images, Times & Transformations. University of Pittsburgh.